# Karol Badyna
Karol Badyna (ur. 23 lutego 1960 w Stąporkowie) – polski rzeźbiarz, profesor Akademii Sztuk Pięknych im. Jana Matejki w Krakowie, właściciel pracowni rzeźby.

## Życiorys
Po zdaniu matury w Stąporkowie 1979 uczył się w Pomaturalnym Studium Konserwacji Dzieł Sztuki w Tarnowie. Po ukończeniu Studium 1982 pracował jako konserwator w Pracowni Konserwacji Zabytków w Krakowie.
W latach 1983–1988 studiował na Wydziale Rzeźby Akademii Sztuk Pięknych im. Jana Matejki w Krakowie w pracowni prof. Mariana Koniecznego. Po uzyskaniu dyplomu z wyróżnieniem pozostał na uczelni jako asystent. W roku 1997 założył pracownię rzeźby. W 2009 roku uzyskał stopień doktora habilitowanego w zakresie dyscypliny artystycznej „sztuki piękne”. Od roku 2002 współpracuje z Instytutem Odlewnictwa w Krakowie oraz Akademią Górniczo-Hutniczą.
Jest autorem i wykonawcą wielu rzeźb znajdujących się w kraju i za granicą, w tym pomnika Artura Rubinsteina w siedzibie ONZ w Nowym Jorku, pomnika Fryderyka Chopina w ogrodzie botanicznym w Singapurze, pomnika Jezusa Miłosiernego w Stąporkowie, Izaaka Bashevisa Singera w Biłgoraju, a także serii siedmiu „Ławeczek Jana Karskiego” w Waszyngtonie (2002), Kielcach (2005), Nowym Jorku (2007), Łodzi (2009), Tel-Awiwie (2009), Warszawie (2013) i Krakowie (2016) oraz popiersia księcia Philippa von der Leyen w Kobern-Gondorf. 22 kwietnia 2012
przy Sanktuarium Najświętszej Maryi Panny Niepokalanej Objawiającej Cudowny Medalik parafii pod tym wezwaniem w Zakopanem odsłonięto pomnik jego autorstwa upamiętniający ofiary katastrofy polskiego Tu-154M w Smoleńsku. Jest autorem projektu i wykonawcą pomnika Żołnierzy Wyklętych w Rzeszowie (2013) oraz pomnika Leszka Kołakowskiego w Radomiu (2016) i Jana Zachwatowicza w Warszawie (2021). Zajmował się również małymi formami rzeźbiarskimi. Jest także autorem projektów wnętrz sakralnych dla wielu zgromadzeń zakonnych.

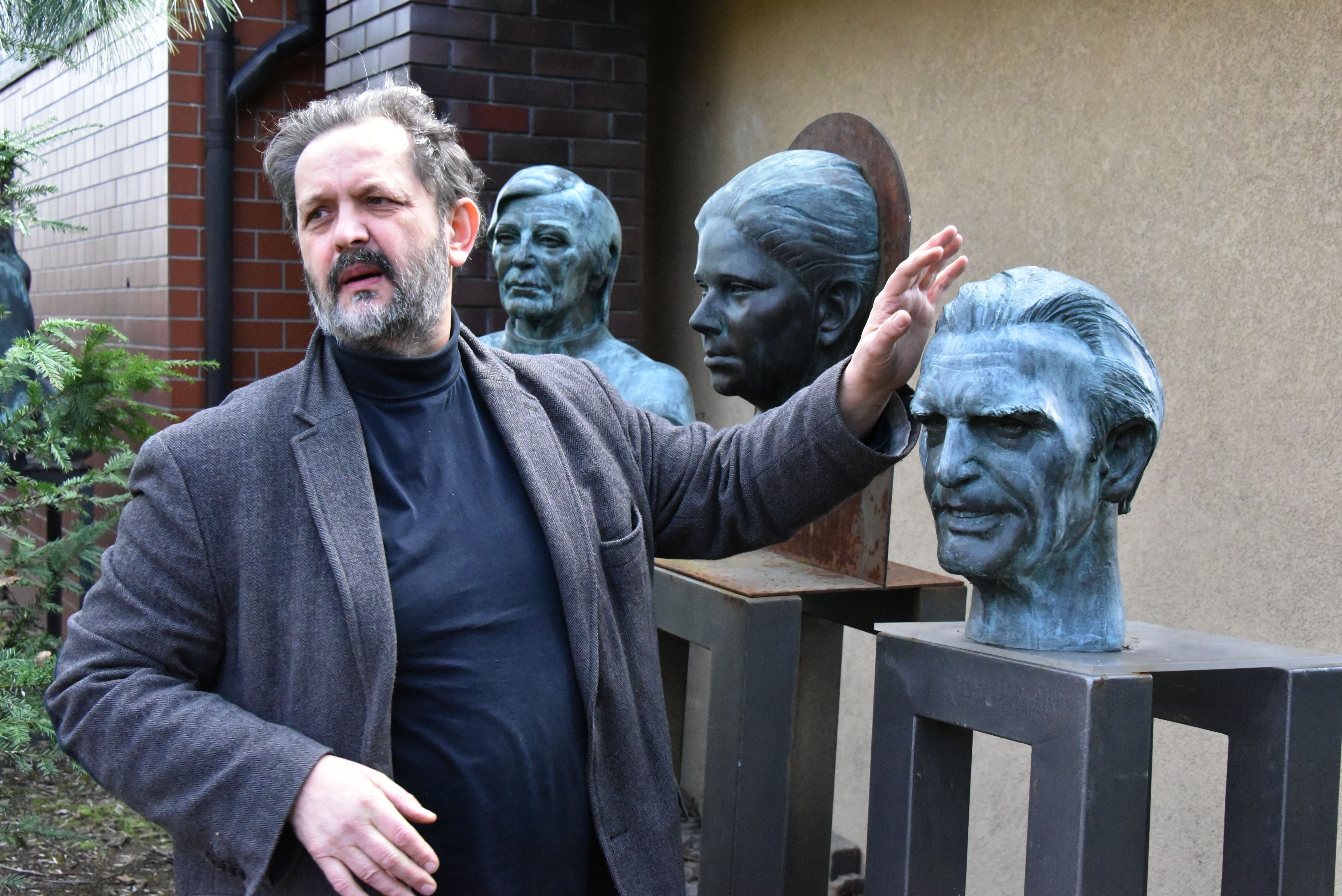
Karol Badyna ze swoimi rzeźbami

## Odznaczenia
- Złoty Krzyż Zasługi (2017)[3]
- Srebrny Krzyż Zasługi (2010)[4]
- Złoty Medal za Długoletnią Służbę (2024)[5]
- Srebrny Medal „Zasłużony Kulturze Gloria Artis” (2019)[6]

## Wybrane prace

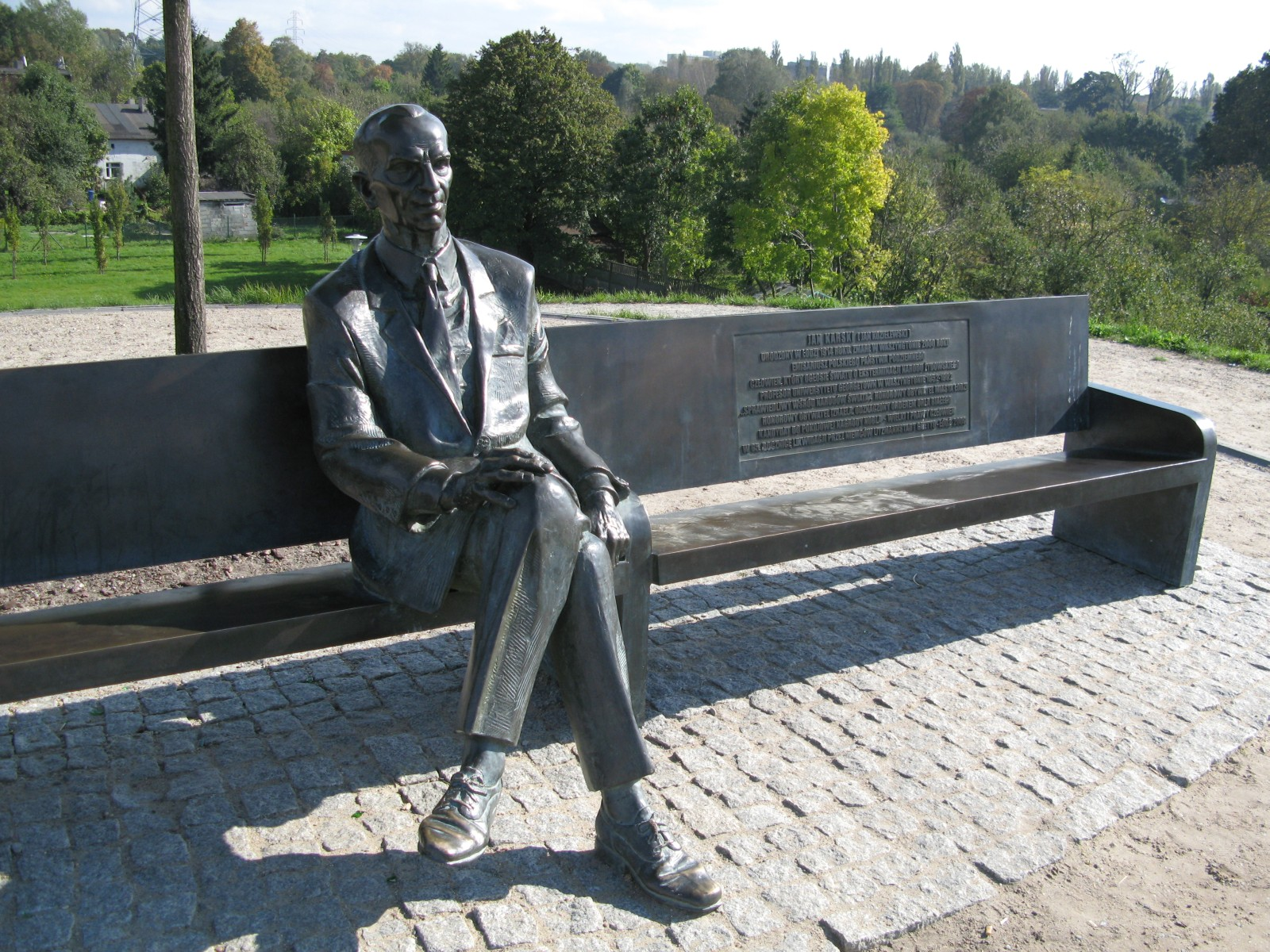
Ławeczka Jana Karskiego w Łodzi (2009)
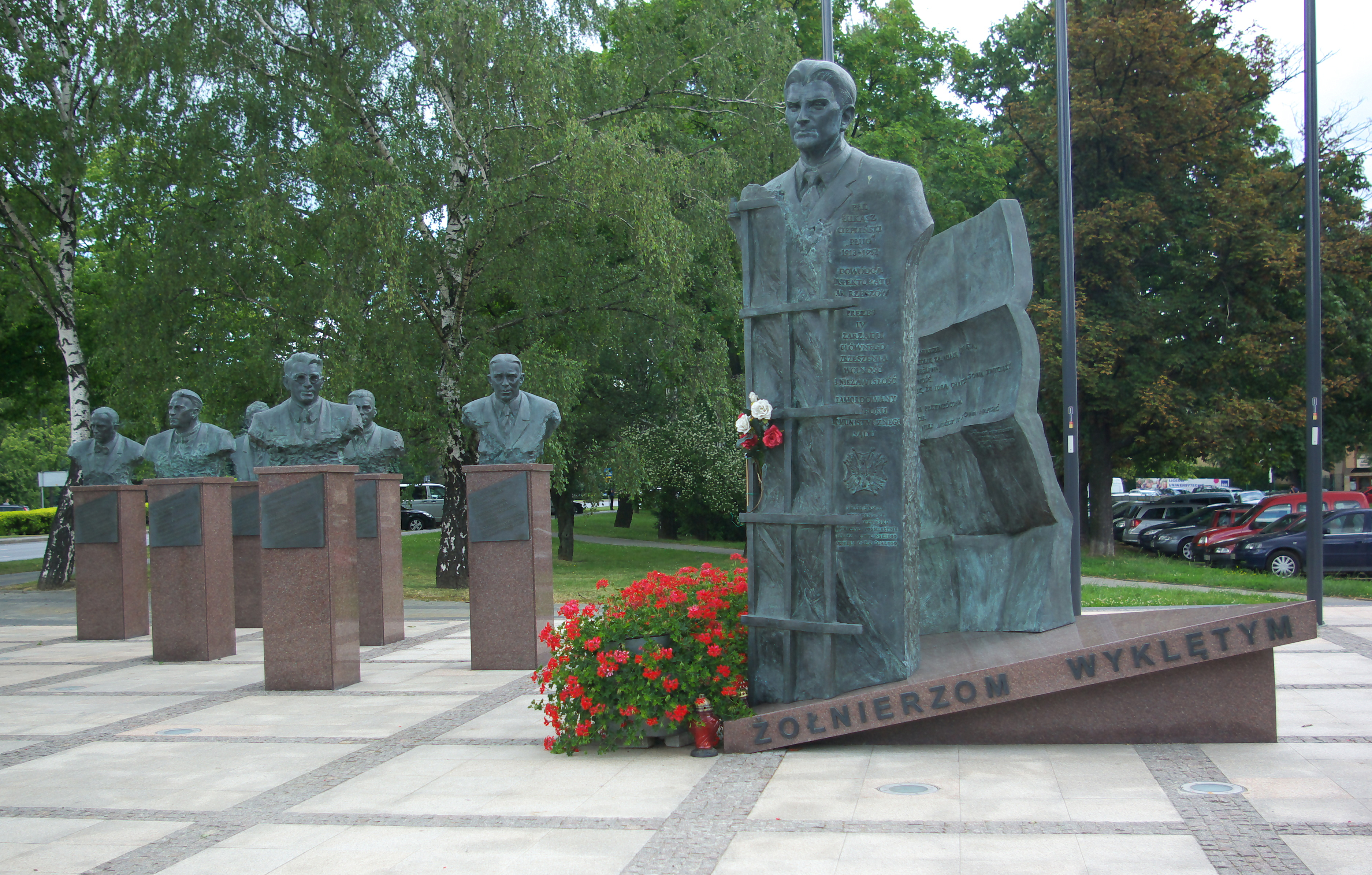
Pomnik Żołnierzy Wyklętych w Rzeszowie (2013)
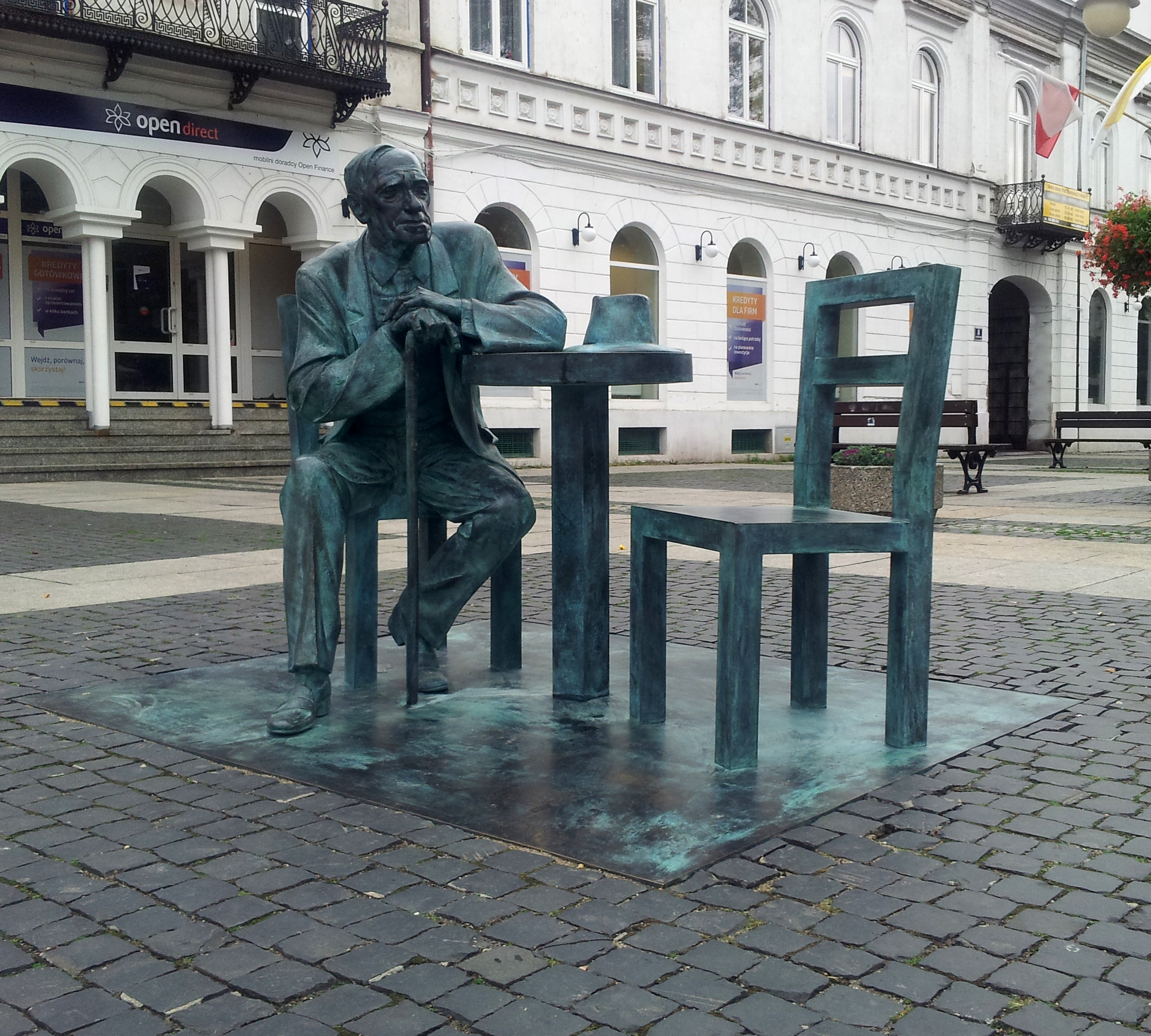
Pomnik Leszka Kołakowskiego w Radomiu (2016)
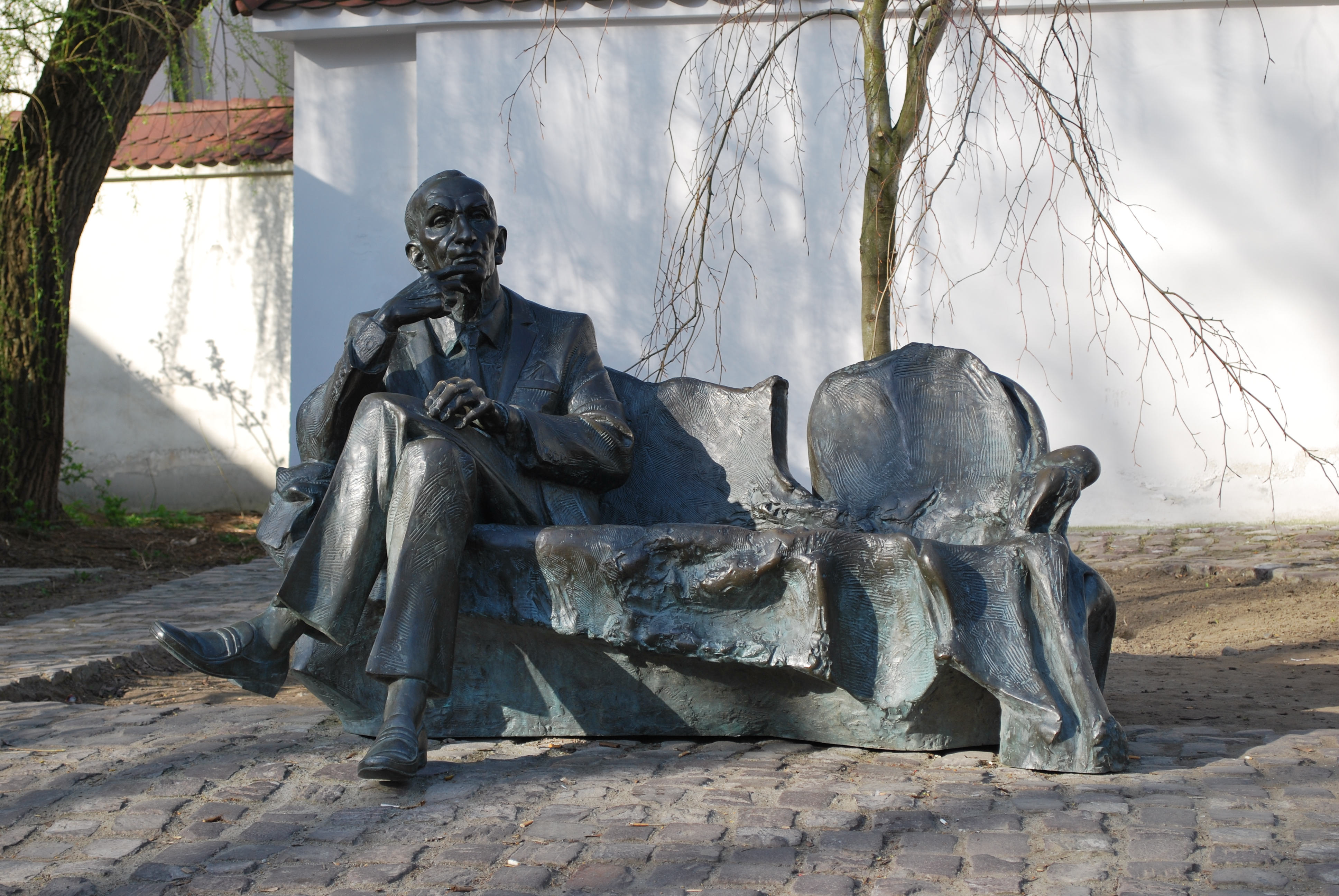
Ławeczka Jana Karskiego, Kraków, ul. Szeroka (2016)
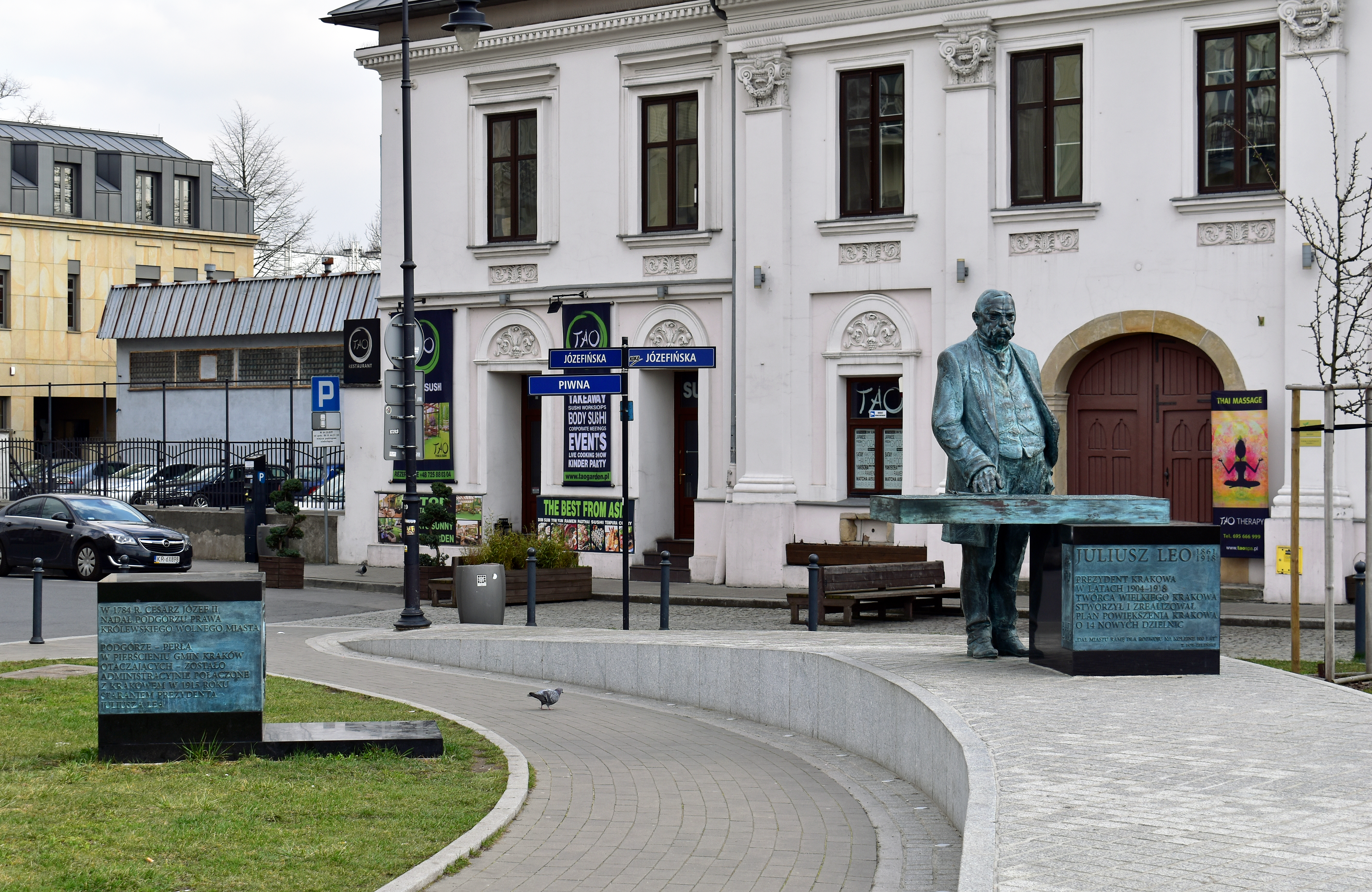
Pomnik prezydenta Krakowa Juliusza Lea (2018)
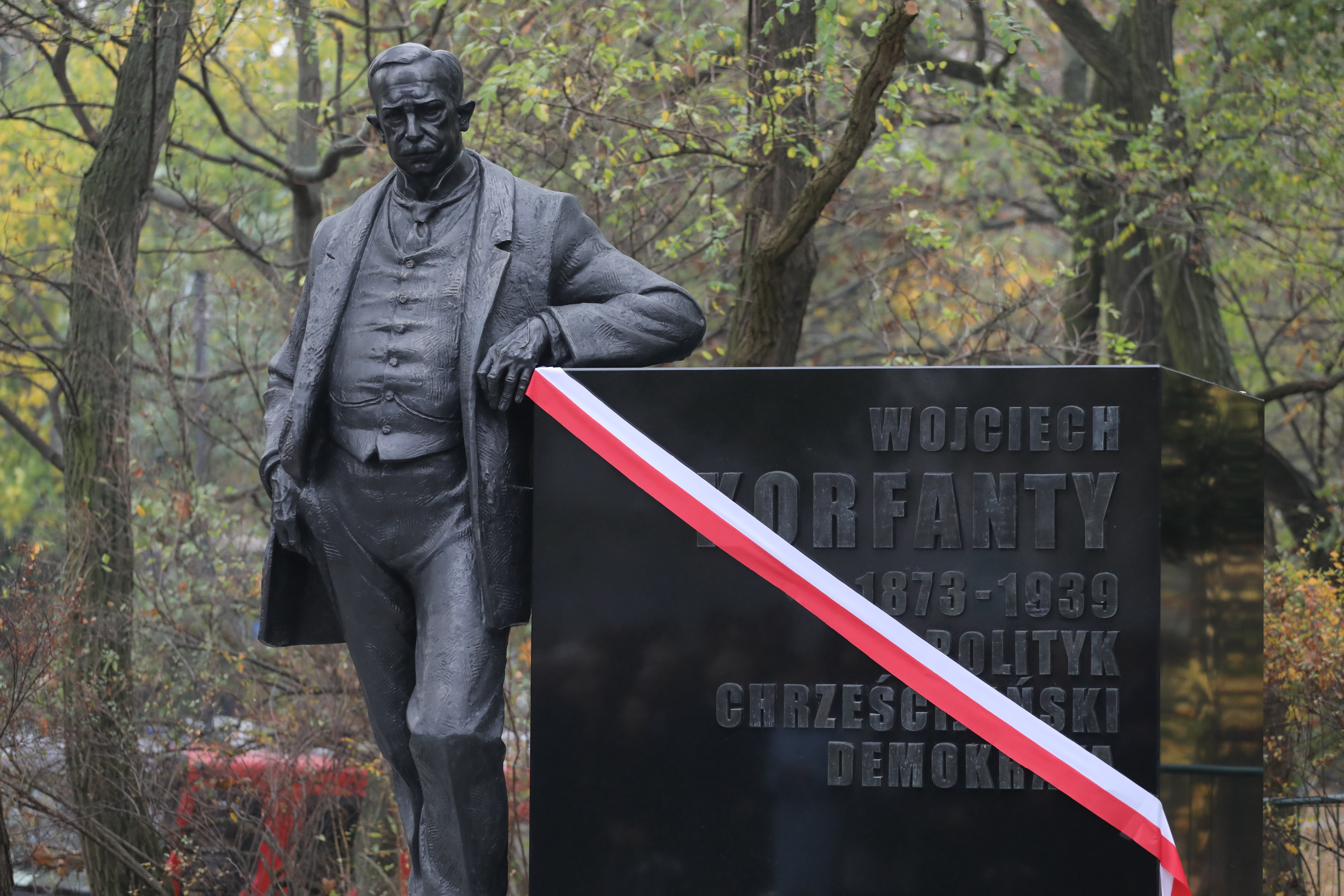
Pomnik Wojciecha Korfantego w Warszawie (2019)
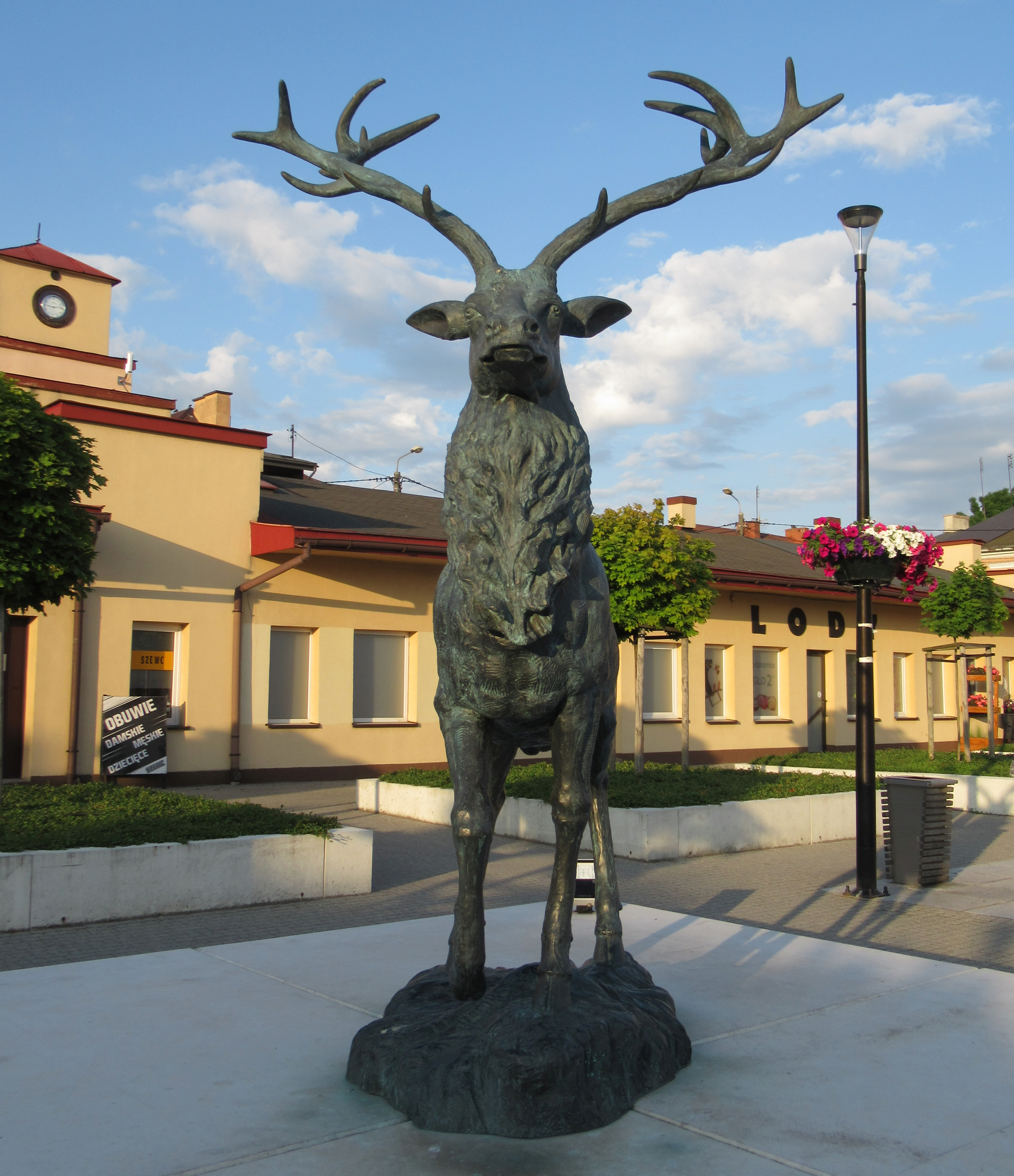
Jeleń Królewski w Parczewie (2020)
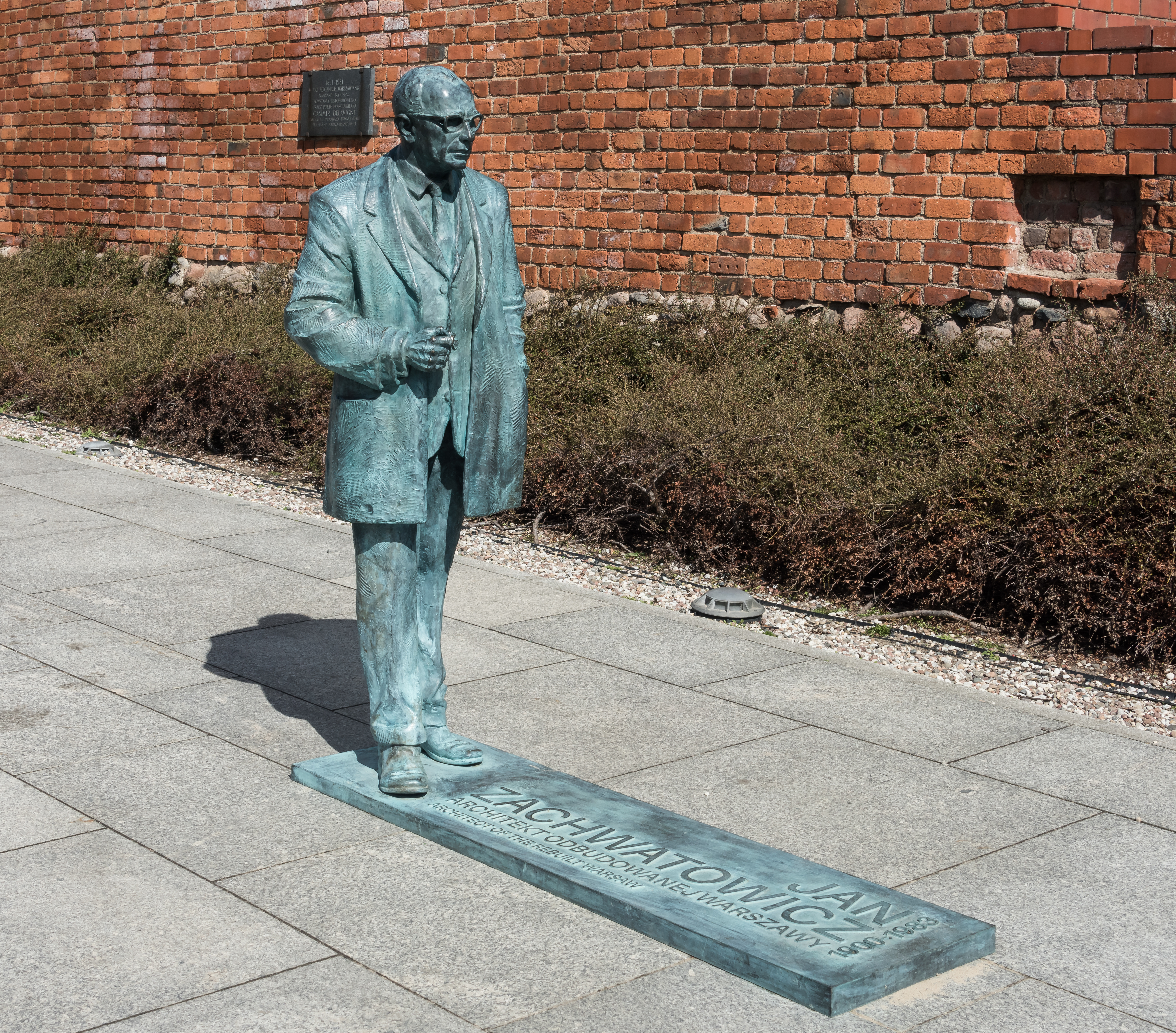
Pomnik Jana Zachwatowicza, Warszawa (2021)
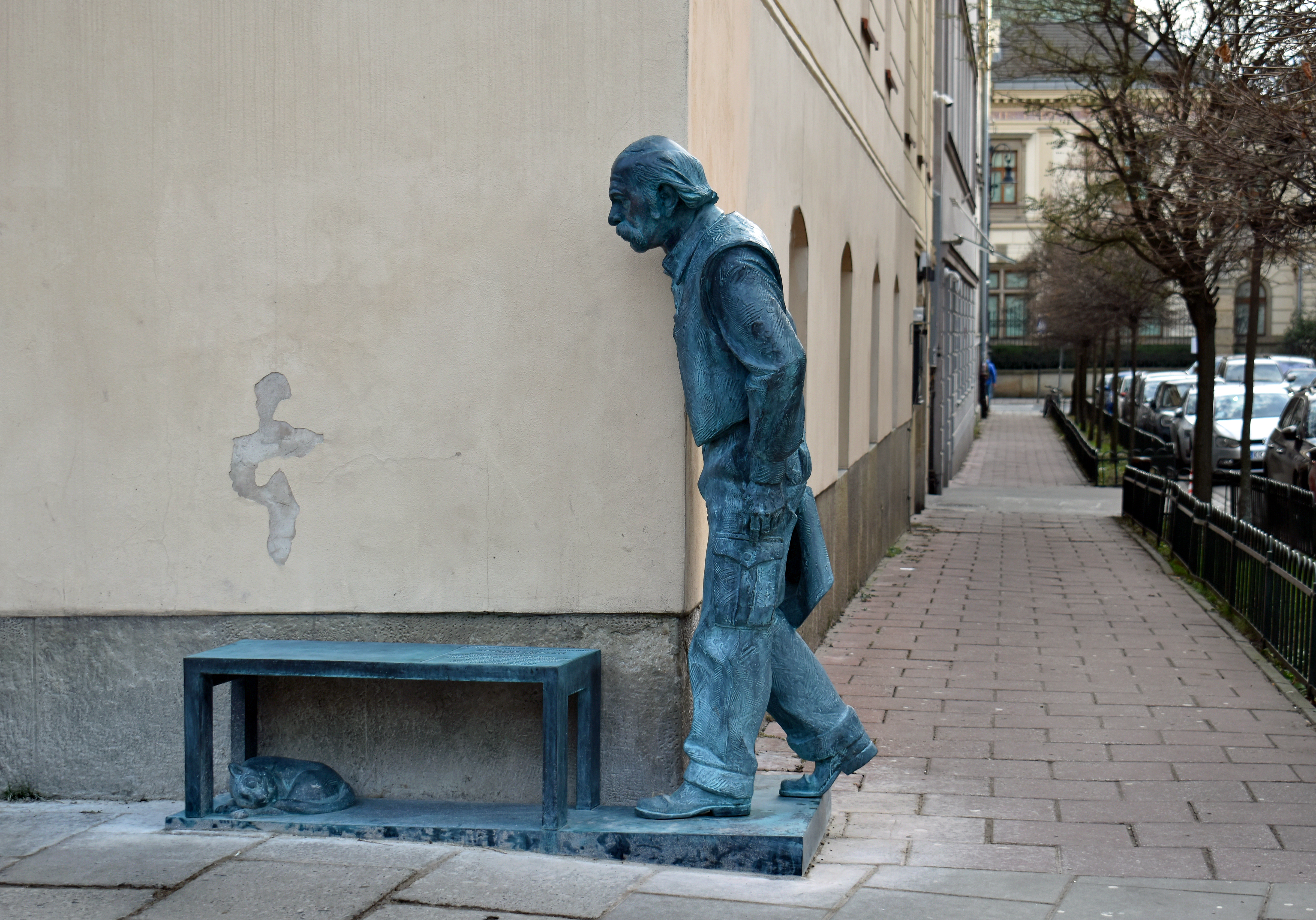
Pomnik Bohdana Smolenia, Kraków (2023)
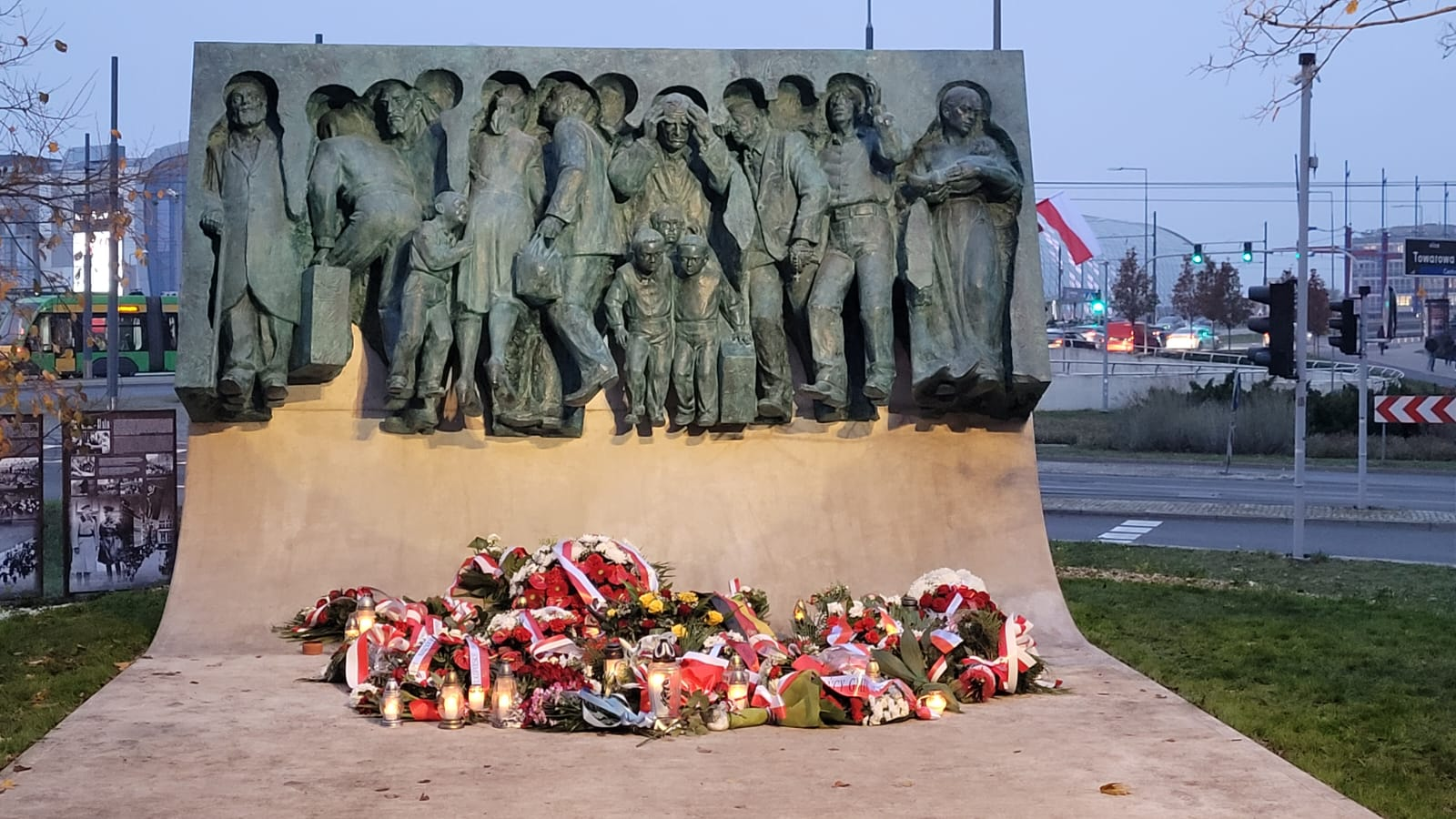
Pomnik Wypędzonych Wielkopolan w Poznaniu